# اریک پولمان
اریک پولمان (آلمانی: Erich Pohlmann؛ ۱۸ ژوئیهٔ ۱۹۱۳ – ۲۵ ژوئیهٔ ۱۹۷۹) یک هنرپیشه و صداپیشه اهل اتریش بود.
از فیلم‌ها یا برنامه‌های تلویزیونی که وی در آن نقش داشته است می‌توان به مردان پرابهت در طیاره‌های پرسرعت، آشانتی، موگامبو، مولن روژ، جان پل جونز، ناقوس‌های سنت ترینیان، بسته غیرمنتظره، داستان دو شهر، سوارکاران اشاره کرد.

## اوایل زندگی
پولمن در وین ، اتریش-مجارستان به دنیا آمد و زیر نظر کارگردان مشهور ماکس راینهارت آموزش بازیگری کلاسیک را گذراند . او در تئاتر Raimund ظاهر شد و درآمد خود را با کار به عنوان یک سرگرم کننده در یک بار تکمیل کرد.